# Liste der Biografien/Johne
Liste der Biografien |
Portal Biografien |
Personensuche
# |
A |
B |
C |
D |
E |
F |
G |
H |
I |
J |
K |
L |
M |
N |
O |
P |
Q |
R |
S |
T |
U |
V |
W |
X |
Y |
Z |
?
 
Ja |
Jb |
Jd |
Je |
Jh |
Ji |
Jj |
Jl |
Jn |
Jm |
Jo |
Jp |
Jr |
Js |
Jt |
Ju |
Jv |
Jw |
Jy
 
Joa–Jog |
Joh |
Joi–Jom |
Jon |
Joo |
Jop |
Jor |
Jos |
Jot |
Jou |
Jov |
Jow |
Jox |
Joy |
Joz
 
Joha |
Johe |
Johi |
Johl |
John |
Joho |
Johr |
Johs
 
Johna |
Johnc |
Johne |
Johnk |
Johnm |
Johnn |
Johno |
Johns |
Johny
Die Liste der Biografien führt alle Personen auf, die in der deutschsprachigen Wikipedia einen Artikel haben. Dieses ist eine Teilliste mit 30 Einträgen von Personen, deren Namen mit den Buchstaben „Johne“ beginnt.

## Johne
- Johne, Albert (1839–1910), deutscher Tiermediziner und Hochschullehrer
- Johne, Fritz (1911–1989), deutscher Generalmajor der Kasernierten Volkspolizei und Botschafter der DDR (1963–1967)
- Johne, Karin (1928–2018), evangelische Theologin
- Johne, Klaus-Peter (* 1941), deutscher Althistoriker
- Johne, Lukas (* 1981), österreichischer Schauspieler
- Johne, Odine (* 1987), deutsche Schauspielerin und HörspielsprecherinOdine Johne (* 1987)

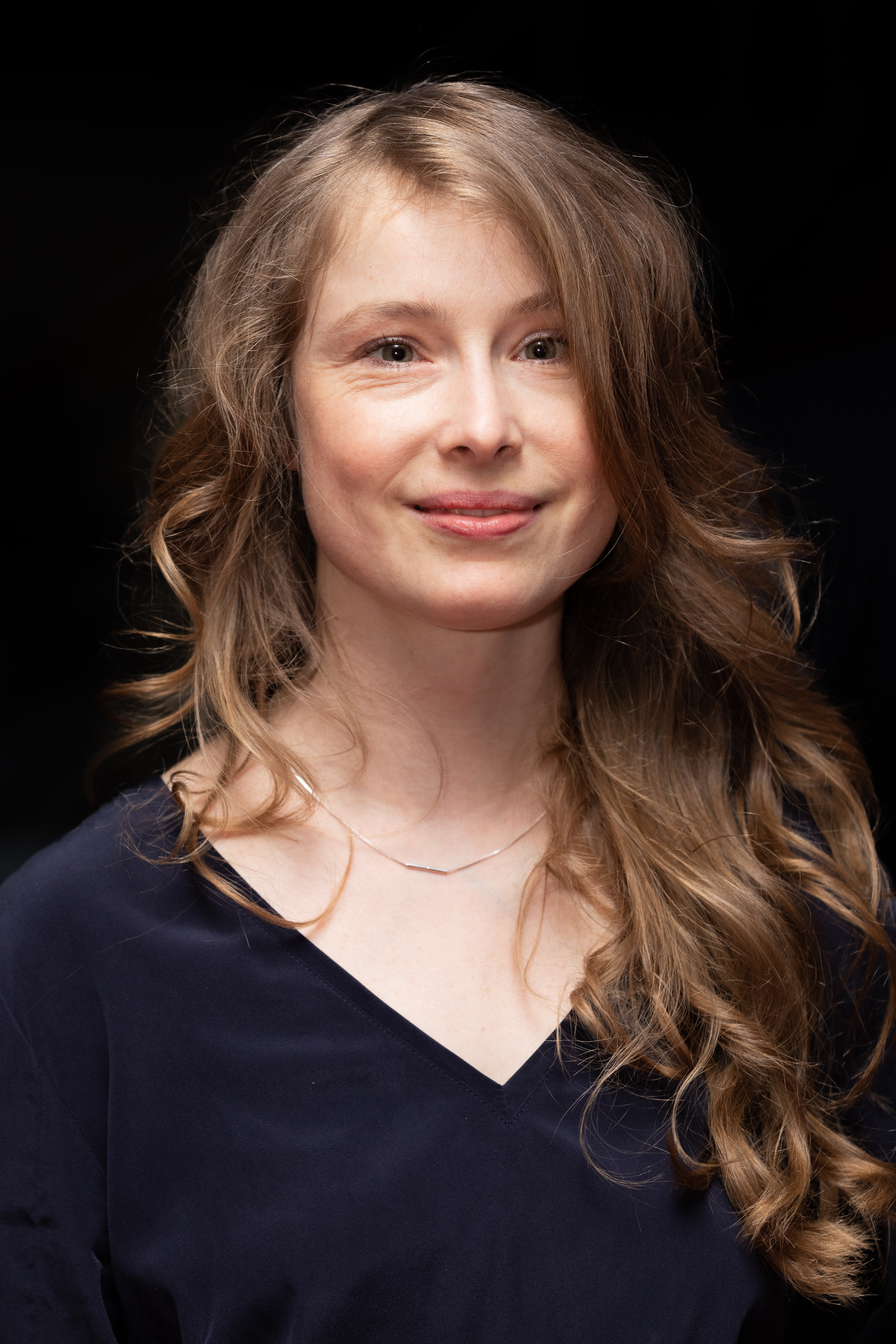
Odine Johne (* 1987)

- Johne, Renate (* 1940), deutsche Altphilologin
- Johne, Sven (* 1976), deutscher Künstler

### Johnen
- Johnen, Anna Gisela (1925–2014), deutsche Ornithologin und Professorin für Zoologie an der Universität Köln
- Johnen, Bernhard (1831–1912), praktischer Arzt und erster ärztlicher Leiter des damaligen Krankenhauses in Düren sowie Initiator eines neuen modernen Krankenhauses
- Johnen, Christian (1862–1938), deutscher Jurist und Stenografiewissenschaftler
- Johnen, Dietmar (* 1965), deutscher Politiker (Bündnis 90/Die Grünen), MdL
- Johnen, Hans (1940–2013), deutscher Mathematiker
- Johnen, Heinz-Gregor (1933–2012), deutscher Unternehmer und langjähriger Leiter der Zentis GmbH & Co. KG in Aachen
- Johnen, Kurt (1884–1965), deutscher Pianist, Musikpädagoge und Musikschriftsteller
- Johnen, Kurt (* 1944), deutscher Autor und Professor für Ästhetik und Kommunikation an der Fachhochschule Bielefeld
- Johnen, Leo (1901–1989), deutscher Politiker (GB), MdL
- Johnen, Marcel (* 2002), deutscher Fußballtorwart
- Johnen, Matthias Joseph (1817–1906), Pfarrer in Eschweiler-Röhe, Dechant des Dekanates Eschweiler
- Johnen, Thomas (* 1964), deutscher Sprachwissenschaftler
- Johnen, Wilhelm (1902–1980), deutscher Politiker (CDU)
- Johnen, Wilhelm (1921–2002), deutscher Pilot

### Johner
- Johner (* 1986), Schweizer Rapper
- Johner, Christian (* 1967), deutscher Physiker, Professor und Experte für IT im Gesundheitswesen
- Johner, Dustin (* 1983), kanadischer Eishockeyspieler
- Johner, Hans (1889–1975), Schweizer Schachspieler und Musiker
- Johner, Mélody (* 1984), Schweizer Reitsportlerin
- Johner, Moritz (1868–1931), deutscher katholischer Priester und Historiker
- Johner, Paul (1887–1938), Schweizer Schachspieler
- Johnert, Armin (* 1960), deutscher DJ, Musikproduzent, Musiklabelbetreiber, Musikjournalist und Kommunalpolitiker